# Kyle Reese
Kyle Reese é um personagem fictício da história dos filmes Terminator, sendo protagonista no primeiro filme. É pai de John Connor, o futuro líder da Resistência Humana contra as máquinas Terminator.
O primeiro ator a interpretá-lo no cinema foi Michael Biehn no primeiro filme, enquanto no filme Terminator Salvation fora interpretado por Anton Yelchin. Em 2015 foi interpretado pelo ator australiano Jai Courtney, em Terminator: Genesis.

## História

### The Terminator
O soldado da Resistência Humana, Kyle Reese, é enviado ao passado por John Connor com a missão de interceptar o Terminator e salvar a vida de Sarah Connor. Esta, por ser a futura mãe do líder da Resistência, tornou-se alvo principal da Skynet. Kyle confronta a máquina e tenta contar a Sarah sua história, mas esta não acredita e acha ser um lunático. O soldado vai preso, mas escapa mais tarde, quando o Terminator ataca a estação policial à procura de Sarah. Assim, ela acredita em Kyle e ambos fogem juntos. Num motel, ele conta que era apaixonado por Sarah, desde que vira, no futuro, sua foto e ouvira as lendas de seus feitos. Sarah o beija e acabam fazendo sexo que originaria o futuro salvador dos humanos, John Connor. Porém, um tempo depois, Kyle e Sarah têm de confrontar o Terminator, e nessa batalha, o soldado se sacrifica para quase destruí-lo. Sarah termina o trabalho, mas a esta altura Kyle já havia morrido. Sarah, frustrada após o ocorrido, decide que irá contar ao filho quem foi seu pai, para ao menos homenagear Kyle, sendo que este morreu sem saber que seria o pai de John. Neste momento, um garoto tira uma foto instantânea de Sarah e a entrega. É a mesma foto que John, no futuro, entregaria a Kyle.

## Ligações Externas
- Kyle Reese (em inglês) no IMDb